# Кратер (роман)
«Кратер, или Вершина вулкана: тихоокеанская история» (англ. The Crater, or Vulcan's Peak: a Tale of the Pacific; другие варианты русского названия — «Кратер, или Вулкан», «Колония на кратере») — роман американского писателя Джеймса Фенимора Купера, опубликованный в 1847 году. В Великобритании увидел свет под названием «Скала Марка».
Действие романа происходит на маленьком вулканическом острове в Тихом океане, у берегов которого терпит крушение британский корабль. Двое спасшихся моряков, Марк и Боб, начинают обустраивать остров. После приезда их родных и друзей формируется процветающая колония с населением в несколько сотен человек. Отношения между колонистами постепенно портятся, закон начинают использовать в корыстных интересах. Марка смещают с поста губернатора, и он возвращается в Англию. Спустя год он снова отправляется на остров, но узнаёт, что сушу поглотило море.

## Оценки
Литературоведы видят в романе критику современных Куперу общественных порядков. По одной версии, автор изложил в «Кратере» всю историю США в упрощённо-гротескном виде, по другой, он просто стремился показать, к чему неминуемо приведёт демократия американского типа.
Купер оценивал этот свой роман достаточно высоко. В одном из писем жене, рассказав, что «Джека Тайера» называют одной из лучших его книг, он заявил: «„Кратер“ стоит двух „Тайеров“». Однако критики «Кратер» практически не заметили. Вышла только одна подробная рецензия, автор которой назвал серьёзными минусами романа морализаторский тон и набор разнообразных предубеждений, заметных в тексте.

## Издания на русском языке
- Колония на кратере. Перевод А. Энквиста. СПб., 1898.
- Кратер, или Вершина вулкана. Перевод Н. Падалко. М.: Ладомир, 2001[6].